# ロベルト・フーバー
ロベルト・フーバー（Robert Huber, 1937年2月20日 – ）は、西ドイツの生化学者。1988年に、光合成に必要なタンパク質複合体の三次元構造を明らかにした功績により、ハルトムート・ミヒェル、ヨハン・ダイゼンホーファーとともにノーベル化学賞を受賞した。

## 経歴
銀行員セバスチャンの息子としてミュンヘンに生まれた。彼はカールスギムナジウムで1947年から1956年まで学び、ミュンヘン工科大学で化学を学んで1960年に学位を得た。その後も彼は同大学に残って、有機化合物を結晶化して構造を調べる実験を行った。
1971年、マックス・プランク生化学研究所の責任者になり、タンパク質の結晶化の方法論を確立した。
1977年オットー・ワールブルク・メダル、1982年エミール・フォン・ベーリング賞受賞。1988年には、ハルトムート・ミヒェル、ヨハン・ダイゼンホーファーとともにノーベル化学賞を受賞した。3人は光合成細菌の光合成に必要な膜タンパク質を初めて結晶化し、X線結晶構造解析でその構造を明らかにした。この研究は光合成全体の機能を司る構造物に関する知見を与えた。さらに、植物の光合成でもこの複合体のアナログが見つかった。
彼は既婚で、4人の子供がいる。2003年、清華大学より、名誉博士号を授与されている。現在、カーディフ大学に在籍し、構造生物学の部門を統括している。